# Мейерис, Марекс
Марекс Мейерис (латыш. Mareks Mejeris; род. 2 сентября 1991, Лиепая, Латвия) — латвийский профессиональный баскетболист, играющий на позиции лёгкого форварда. Выступает за баскетбольный клуб «Виктория Либертас».

## Карьера
Профессиональную карьеру Мейерис начал в 2009 году в составе «Лиепаяс Лаувас».
В 2011 году Мейерис переехал в Испанию, где его первой командой был «Клавихо».
В августе 2013 года Мейерис подписал контракт с «Фуэнлабрадой», но в середине сезона перешёл в «Форд Бургос».
В июле 2014 года Мейерис продолжил карьеру в ВЭФ с которым стал чемпионом Латвии и был признан «Самым ценным игроком» плей-офф турнира.
Сезон 2016/2017 Мейерис начинал в «Элан Шалон», но в декабре 2016 года вернулся в ВЭФ. В этом же сезоне Марекс во второй раз стал чемпионом Латвии и вновь был признан «Самым ценным игроком» плей-офф.
В августе 2019 года Мейерис стал игроком «Пармы». В Единой лиге ВТБ Марекс провёл 17 матчей, набирая в среднем 10,2 очка, 6,8 подбора и 1,8 передачи за игру.
В апреле 2020 года Мейерис подписал новый 2-летний контракт с «Пармой».

## Достижения
- Чемпион Латвии (3): 2014/2015, 2016/2017, 2018/2019